# Бо-Бассен — Роз-Хилл
Бо-Бассен — Роз-Хилл (англ. Beau Bassin-Rose Hill) — второй по численности населения город Маврикия. Является административным центром округа Плен-Вилем. Второй после столицы экономический центр страны. Топоним: Бо-Бассен (фр. Прекрасный водоём) и Роз-Хилл (англ. Холм роз).
Население 104 973 чел. (2013 г.).
Основан в XVIII веке.
Расположен в западной части острова, к югу от Порт-Луи.
В городе действует средняя школа, суд и библиотека Британского Совета.

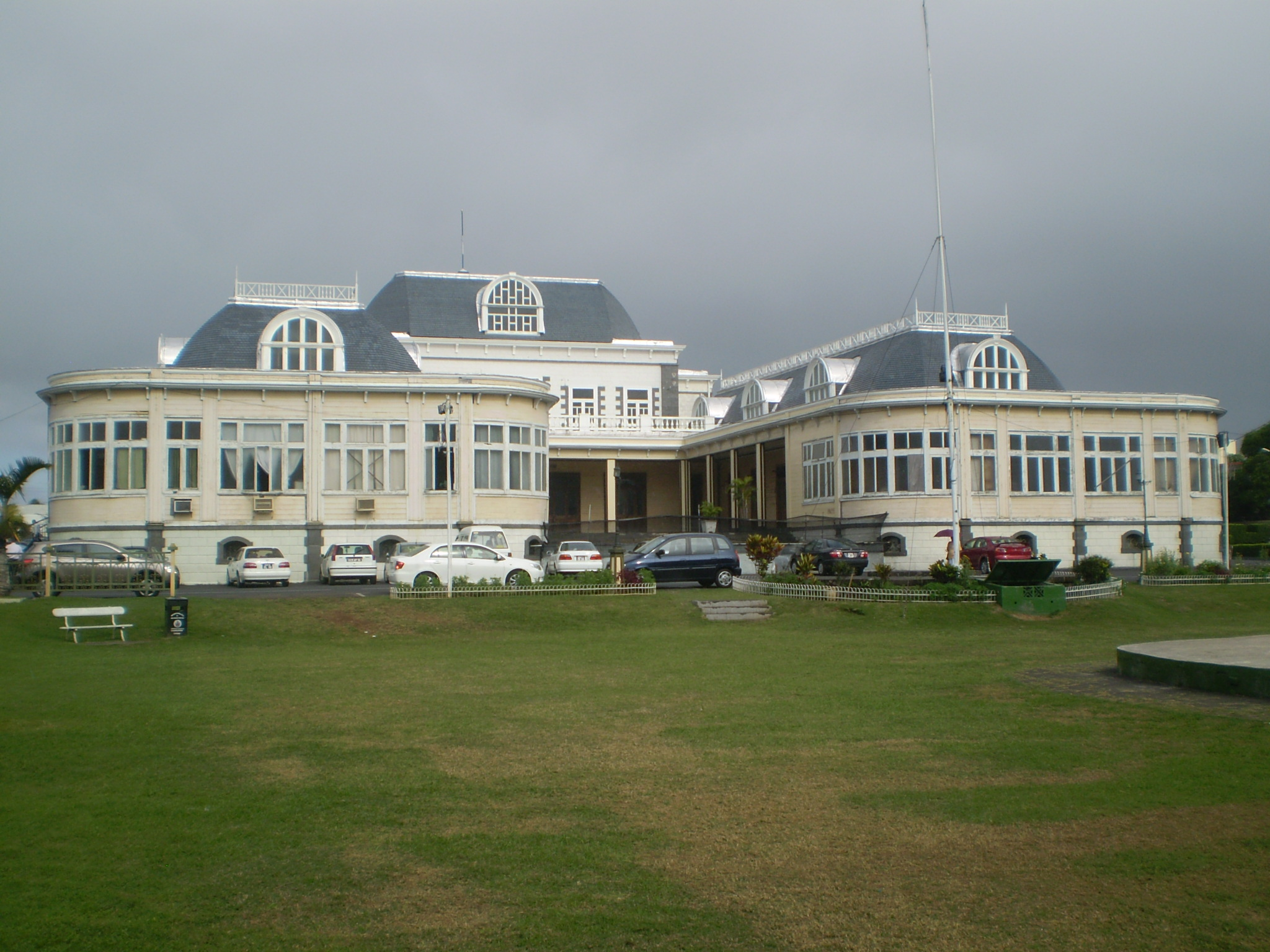
Городская мэрия